# Guarnição (alimento)

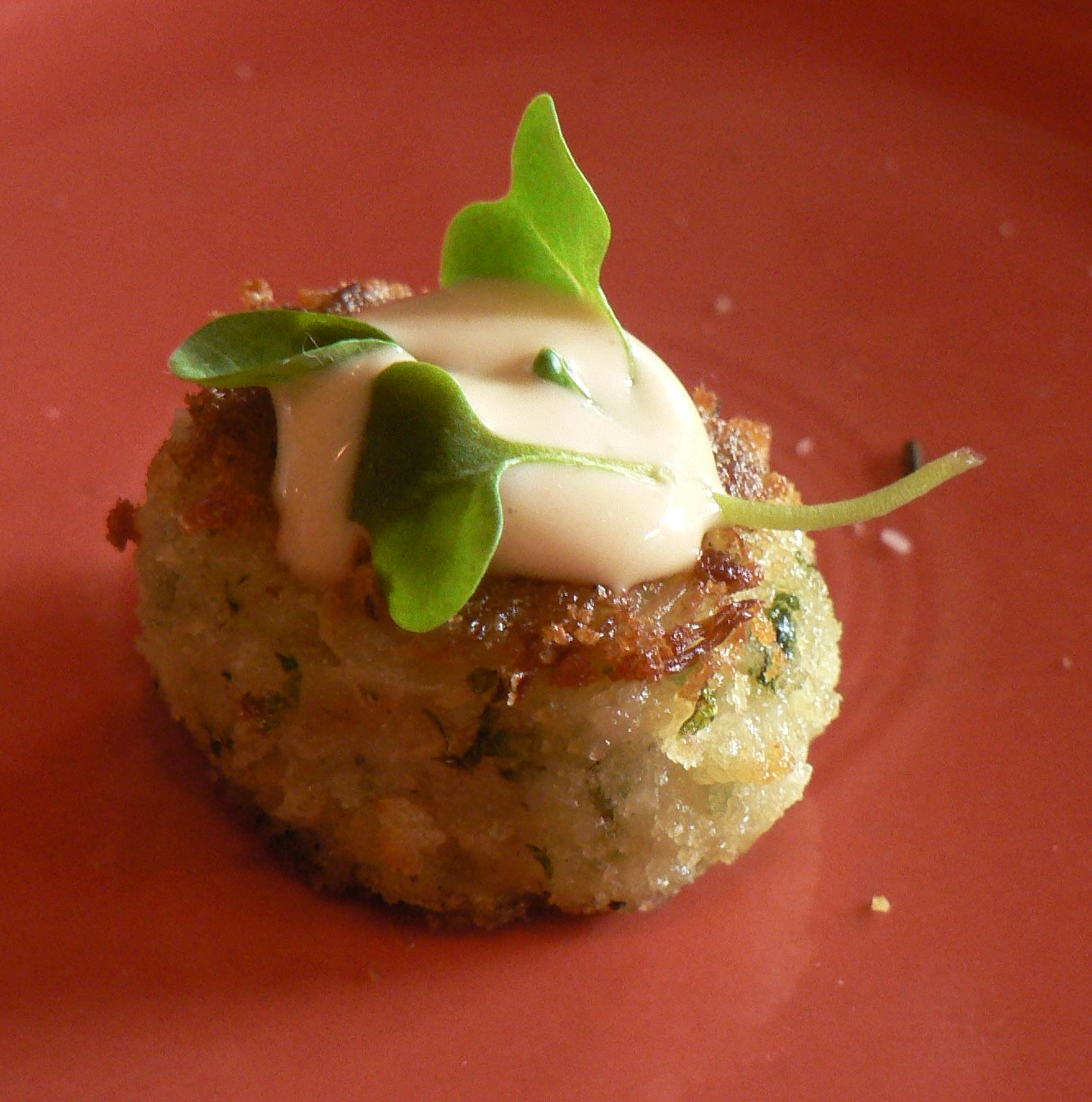
Um canapé com molho de creme e guarnição de erva.

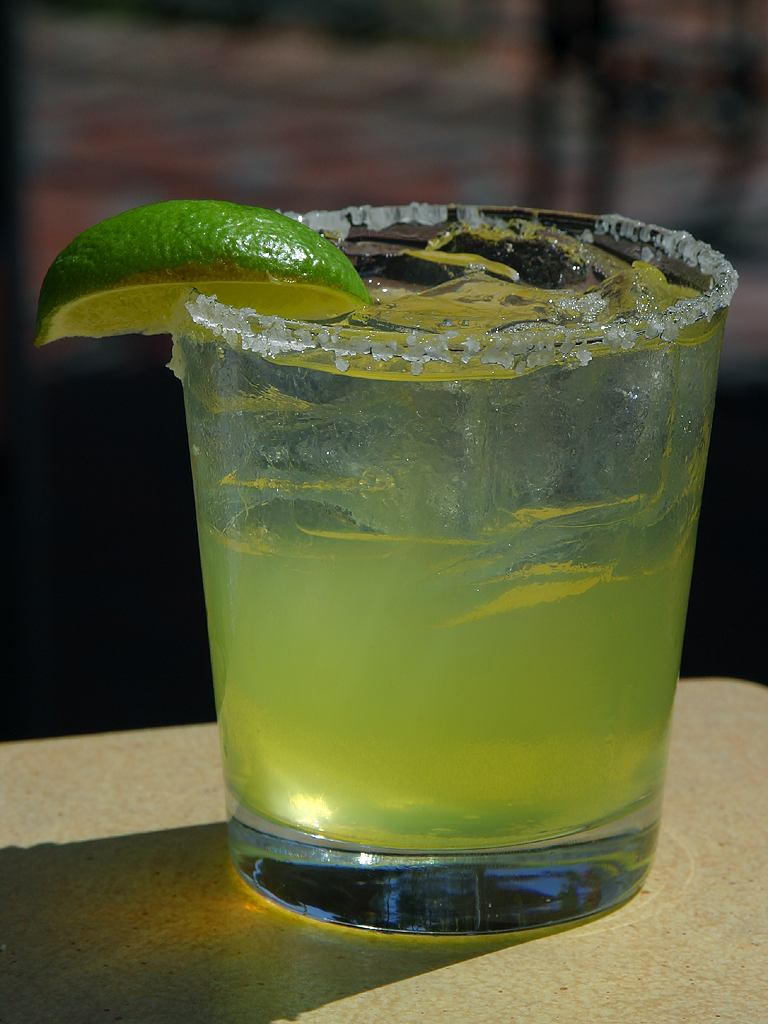
Margarita com uma fatia de limão de guarnição.

Guarnição é o alimento que acompanha ou enfeita um prato ou drink. Em muitos casos a guarnição nomeia o prato. Por exemplo, Parisienne identifica pratos servidos com um  molho cremoso e cogumelos Paris. Sua principal função consiste em melhorar a aparência, mas em alguns casos também pode servir para adicionar sabor. Não se deve confundir guarnição com condimento. De maneira contrária, a principal função do condimento é proporcionar sabor, enquanto a estética vem em segundo lugar.
A guarnição pode ser usada para realçar texturas, adicionar sabor, complementar o prato ou simplesmente como um enfeite.
Em alguns restaurantes, na maioria finos, têm chefs específicos que cuidam das guarnições.